# Усик Артем Вікторович
Арте́м Ві́кторович У́сик (нар. 22 грудня 1992, с. Кириленки, Полтавська область, Україна) — український боксер.

## Біографія
Виріс поруч з ще одним майбутнім боксером Олегом Куліченком, який став його найкращим другом. Спочатку в боксерську секцію записався Олег, а за ним і Артем. Вихованець БФБУ «КИЇВ-РИНГ». Після переходу в дорослий бокс одразу виграв турнір класу «А» і став майстром спорту.
У 2013 році став чемпіоном Києва і здобув бронзову медаль у ваговій категорії до 91 кг на чемпіонаті України. З цього ж року став членом національної збірної України з боксу.
Проходив військову службу в 1 бригаді оперативного призначення НГУ.
Влітку та восени 2014 року, разом зі своїм другом Олегом Куліченком, брав участь у російсько-українській війні. Під час мінометного обстрілу виніс з лінії вогню двох товаришів по службі. Завдяки вчинку Усика офіцеру Нацгвардії надали своєчасну медичну допомогу, що дозволило уникнути ампутації ноги. Сам офіцер не хоче називати свого імені, він та його вагітна дружина прийняли рішення назвати на честь Усика свого сина.
Після військової служби продовжив свою боксерську кар'єру.

## Спортивні досягнення

### Регіональні аматорські
- 2013 —  Бронзовий призер чемпіонату України у важкій вазі (до 91 кг)
- 2013 —  Чемпіон Києва
- 2013 —  Переможець міжнародного турніру «Київські рукавички»
- 2014 —  Переможець міжнародного турніру пам'яті Семена Трестіна
- 2015 —  Переможець міжнародного турніру пам'яті майстрів спорту Олега Зубенка і Богдана Брусєнцова
- 2016 —  Переможець турніру пам'яті Олексія Скічка[7]
- 2011—2012 — Фіналіст міжнародного турніру класу А пам'яті Миколи Менгера
- 2013 — Призер турніру класу А пам'яті Макара Мазая